# Excorallana tricornis
Excorallana tricornis är en kräftdjursart som först beskrevs av Hansen 1890.  Excorallana tricornis ingår i släktet Excorallana och familjen Corallanidae.
Artens utbredningsområde är Mexikanska golfen.

## Underarter
Arten delas in i följande underarter:
- E. t. occidentalis
- E. t. tricornis